# ثيودوسيا بور شيبرد
ثيودوسيا بور شيبرد (14 أكتوبر 1845، كيوساوكيو، آيوا - 6 سبتمبر 1906، فينتورا، كاليفورنيا) كانت عالمة نباتات وبستانية ورائدة في تربية النباتات الأمريكية. لُقبت ثيودوسيا بـ«ساحرة الزهور في كاليفورنيا»، و«مزارعة البذور الرائدة»، وكانت أول امرأة في كاليفورنيا وربما في الولايات المتحدة تنتج الزهور بالتهجين.
تعتبر شركة ثيودوسيا بي. شيبرد، التي تمثل نشاطها في مجال البذور والبصيلات، أساس صناعة البذور في كاليفورنيا. شُبهت بلوثر بيربانك حتى أنها فُضلت عليه. أُدرج موقع حديقتها السابقة تحت الرقم 34 في المعالم والمناطق التاريخية في مدينة فينتورا.

## حياتها المبكرة
ولدت ثيودوسيا بور هول في كيوساوكيو، وهي مستوطنة في إقليم آيوا، في 14 أكتوبر عام 1845. كان والداها أغسطس هول وإيلين بّي. (لي) هول. في عام 1846، تم قبول آيوا في الاتحاد وأصبحت ولاية. في عام 1854، انتُخب والد ثيودوسيا مرشحًا ديمقراطيًا للكونغرس في الدائرة الأولى. في عام 1857، أصبح رئيسًا لقضاة إقليم نبراسكا. نشأت ثيودوسيا في ولاية آيوا، حيث ذهبت إلى المدرسة. من عام 1857 حتى عام 1859، التحقت بمدرسة إنهاء في باتافيا بنيويورك، التي تديرها السيدة زوجة ويليام جي. بريان (روث بيردسلي برايان).
تزوجت ثيودوسيا بور هول من المحامي ويليام إدغار شيبرد من أوسكلوسا (آيوا)، في بلفيو بولاية نبراسكا، إما في 4 سبتمبر عام 1866 أو 9 سبتمبر عام 1866 أو 4 سبتمبر عام 1867. أنجبا أربعة أطفال: أغسطس إتش. وميرتل إلين (لاحقًا لويد، لاحقًا فرانسيس) ومارغريت (لاحقًا أوكس) وإديث (لاحقًا السيدة فريد كيلسي). أُصيبت ثيودوسيا بمرض السل، وفي عام 1873، انتقلت العائلة إلى كاليفورنيا بحثًا عن مناخ صحي ليلائم وضعها. استقروا في «فينتورا بقرب البحر»، حيث أصبح ويليام إدغار شيبرد محررًا في مجلة فينتورا سيغنال.

## البستنة
وصفت ثيودوسيا بأنها تتمتع «بلمسة ساحرة في التعامل مع النباتات والزهور»، وكانت أول امرأة في كاليفورنيا تنتج الزهور بالتهجين وتبيع بذورها. بعد وفاتها، وُصفت بكونها «الامرأة الأكثر شهرة في هذا المجال من العمل ... ليس فقط في كاليفورنيا ولكن في جميع أنحاء البلاد». في عام 1905، ذكر أحد الكتّاب أن ثيودوسيا «كانت معروفة بالنسبة لكل خبراء الأزهار في الحضارة لكونها تهجّن الزهور وتنتج الجديدة منها».

## حياتها لاحقًا
توفيت ثيودوسيا بور شيبرد في 6 سبتمبر عام 1906 في فينتورا بولاية كاليفورنيا. حُرقت جثتها ودفنت في مقبرة روسديل في لوس أنجلوس. في 7 ديسمبر عام 1907، تزوج ويليام إدغار شيبرد من شقيقة ثيودوسيا الأرملة إيلا هول إندرلاين.
ورثت ابنة ثيودوسيا، السيدة ميرتل شيبرد فرانسيس، أعمالها. مثل والدتها، تخصصت في إنتاج الزهور، بما في ذلك زهور التبغية (البيتونيا) الثنائية ذاتية التلقيح. عمل زوجها الثاني، ويلارد فرانسيس، مديرًا.
في عام 1946، كتبت ميرتل شيبرد فرانسيس سيرة والدتها الذاتية تحت عنوان ثيودوسيا: ساحرة الزهور في كاليفورنيا. تُركت نسخ مخططة من الكتاب ضمن أرشيفات جامعة كاليفورنيا (لوس أنجلوس) وجامعة كاليفورنيا (بركلي). نُشرت نسخة محررة من الكتاب أخيرًا في 10 مايو عام 2014.